# El Rey Bravo
El Rey Bravo è un album di Tito Puente, pubblicato dalla Tico Records nel 1962. Il disco fu registrato all'Hotel Riverside Plaza Ballroom di New York (Stati Uniti) nel 1962 (tranne brano B6).

## Tracce
Lato A
1. Malanga con Yuca – 2:32 (Tito Puente)
2. Oye como va – 4:32 (Tito Puente)
3. Tokyo de Noche – 2:35 (Tito Puente)
4. Tombola – 2:28 (Augusto Algueró)
5. Traigo el coco seco – 3:07 (Tito Puente)
6. Africa habla – 2:46 (Tito Puente)

Lato B
1. Batacumba – 2:24 (Tito Puente)
2. La pase gozando – 3:20 (Tito Puente)
3. Tito suena el timbal – 2:16 (Tito Puente)
4. Donde vas – 2:33 (Tito Puente)
5. Gato miau, miau – 2:13 (Tito Puente)
6. Guaguancó – 2:32 (Tito Puente) – Registrato il 19 aprile 1960 al RCA Victor's Webster Hall Studios di New York

## Musicisti
- Tito Puente - leader, timbales, cori
- Gilberto López - pianoforte
- Jimmy Frisaura - tromba
- Pedro Puchi Boulong - tromba
- Pat Russo - tromba
- Barry Rogers - trombone
- Johnny Pacheco - flauto
- Rafael Tata Palau - sassofono tenore
- Jesús Caunedo - sassofono tenore
- Al Abreu - sassofono tenore
- Pete Fanelli - sassofono alto
- Shep Pullman - sassofono baritono
- Félix Pupi Legarreta - violino
- Bobby Rodríguez - contrabbasso
- José Buyú Mengual Sr. - bongos
- Juan Papi Cadavieco - congas
- Santos Colón - voce, cori
- Rudy Calzado - voce, cori
- Gabriel Yayo El Indio Vega - cori
- Rafael Chirivico Dávila - cori

Brano Guaguancó
- Tito Puente - leader, timbales, arrangiamenti
- Gilberto López - pianoforte
- Bobby Rodriguez - contrabbasso
- José Buyú Mengual Sr. - bongos
- Chickie Pérez - bongos
- Carlos Patato Valdez - conga drum
- Ray Barretto - conga drums
- Santos Colón - güiro